# براین‌هلد ۱۲۳
سیارک ۱۲۳ (به انگلیسی: 123 Brunhild) صد و بیست و سومین سیارک کشف شده‌است که در ۳۱ ژوئیه ۱۸۷۲ کشف شد.
قدر مطلق سیارک برابر ۸٫۸۹ است.